# Schaueria azaleiflora
Schaueria azaleiflora là một loài thực vật có hoa trong họ Ô rô. Loài này được Rusby miêu tả khoa học đầu tiên năm 1927.